# Euchromia jullieni
Euchromia jullieni är en fjärilsart som beskrevs av Debauche 1936. Euchromia jullieni ingår i släktet Euchromia och familjen björnspinnare. Inga underarter finns listade i Catalogue of Life.